# Phelline brachyphylla
Phelline brachyphylla är en tvåhjärtbladig växtart som beskrevs av Henri Ernest Baillon. Phelline brachyphylla ingår i släktet Phelline och familjen Phellinaceae. Inga underarter finns listade i Catalogue of Life.